# Бозі-Джан
Бозі-Джан (перс. بزي جان) — село в Ірані, у дегестані Бакерабад, у Центральному бахші, шахрестані Магаллат остану Марказі. За даними перепису 2006 року, його населення становило 620 осіб, що проживали у складі 184 сімей.

## Клімат
Середня річна температура становить 10,98 °C, середня максимальна – 29,80 °C, а середня мінімальна – -10,98 °C. Середня річна кількість опадів – 202 мм.
| Клімат поселення                              | Клімат поселення | Клімат поселення | Клімат поселення | Клімат поселення | Клімат поселення | Клімат поселення | Клімат поселення | Клімат поселення | Клімат поселення | Клімат поселення | Клімат поселення | Клімат поселення | Клімат поселення |
| Показник                                      | Січ.             | Лют.             | Бер.             | Квіт.            | Трав.            | Черв.            | Лип.             | Серп.            | Вер.             | Жовт.            | Лист.            | Груд.            |                  |
| Середній максимум, °C                         | 7,04             | 8,22             | 12,11            | 18,27            | 23,27            | 29,33            | 29,80            | 29,37            | 25,24            | 18,75            | 12,10            | 6,88             |                  |
| Середня температура, °C                       | −1,97            | −0,78            | 3,10             | 9,27             | 14,27            | 20,33            | 24,04            | 23,59            | 19,47            | 12,98            | 6,32             | 1,12             |                  |
| Середній мінімум, °C                          | −10,98           | −9,8             | −5,9             | 0,25             | 5,27             | 11,32            | 18,27            | 17,82            | 13,70            | 7,22             | 0,55             | −4,65            |                  |
| Норма опадів, мм                              | 30               | 31               | 38               | 27               | 21               | 3                | 2                | 1                | 0                | 7                | 18               | 24               |                  |
| Середньомісячна швидкість вітру, м/с          | 1.16             | 1.80             | 2.24             | 2.52             | 2.41             | 2.16             | 2.12             | 2.11             | 1.99             | 1.96             | 1.66             | 1.36             |                  |
| Середньомісячна сонячна радіація, кДж/м²·день | 9899             | 12996            | 15597            | 18776            | 22553            | 26857            | 25963            | 24288            | 21448            | 16047            | 11459            | 9561             |                  |
| --------------------------------------------- | ---------------- | ---------------- | ---------------- | ---------------- | ---------------- | ---------------- | ---------------- | ---------------- | ---------------- | ---------------- | ---------------- | ---------------- | ---------------- |
| Джерело:                                      |                  |                  |                  |                  |                  |                  |                  |                  |                  |                  |                  |                  |                  |